# ボーダーワールド -碧落のTAO-
『ボーダーワールド -碧落のTAO-』（ボーダーワールド へきらくのタオ）は、木村聡による漫画作品。『ウルトラジャンプ』（集英社）において、2017年1月号から12月号まで連載された。

## 登場人物

### 主要人物
タオ
主人公。第二世代と呼ばれる、ZONE空間で誕生したデータ生命体。
ヒルダ
ZEINの女性隊員。階級は少尉。以前移民を巡る争いで左半身を失っている。元はヒナという名でナウラ島で巫女をしていた。メイスという巨大な猫を飼っている。

### ZONE
ストラ
褐色の肌をした少女。第二世代。プライドが高く地上人や移民を見下している。
サクマ
純粋な第二世代ではない。タオとストラの調整役だがサボり癖がある。
ブラン
司令官。
プロフェッサー・Ⅳ
ブランの上位にあたる存在。自分の容姿を設定していない。

### ZEIN
タムラ
ヒルダより上位の男。刀を持つ。
ブーム
ストラの騎乗するガイストを投げ飛ばす実力を持つ。
オネット
具現化されたガイストを強襲し3体を瞬時に倒した。サクマと交戦した。

### その他
VI
ZONEから脱走した男。タオを実体化させヒルダに任せた。
リコ
ヒルダ（ヒナ）の弟。

## 用語
ZONE
空に浮かぶバーチャル都市。エーテル人の拠点。
エーテル人
肉体を捨てデータ生命体となった人々。肉体を捨てZONEに移った第一世代、ZONEにて生まれた第二世代がいる。地上人をZONEに送るため「救出」と称して、記憶や遺伝子情報をスキャンしてZONEに転送し肉体を破壊している。
地上人
ZONEに向かうのを良しとせず地上で生きる人類。避難拠点（ジグラット）に潜伏し襲撃を掛けてくるエーテル人に抵抗している。
ZEIN
国連直属の精鋭である派遣部隊。

## 書誌情報
- 木村聡 『ボーダーワールド -碧落のTAO-』 集英社〈ヤングジャンプ・コミックス・ウルトラ〉、全2巻
  1. 2017年6月24日発行（6月19日発売[集 1]）、ISBN 978-4-08-890691-1
  2. 2018年1月24日発行（1月19日発売[集 2]）、ISBN 978-4-08-890849-6